# Turd on the Run
«Turd on the Run» —en español: «Miserable en fuga»—, es una canción de la banda británica de rock The Rolling Stones, escrita por Mick Jagger y Keith Richards. Fue incluida en su álbum Exile on Main St., editado en 1972.
La pista fue grabada entre los meses de diciembre de 1971 y marzo de 1972, en los estudios Sunset Sound de Los Ángeles, Estados Unidos.
«Turd on the Run» nunca ha sido tocada en vivo ni incluida en ningún álbum recopilatorio.

## Personal
Acreditados:
- Mick Jagger: voz, armónica, coros
- Keith Richards: guitarra eléctrica, coros
- Charlie Watts: batería
- Mick Taylor: guitarra eléctrica
- Nicky Hopkins: piano
- Bill Plummer: contrabajo
- Chris Shepard: pandereta